# Sumatrol
Sumatrol, C23H22O7, är en organisk förening, som bland annat förekommer i vissa Derris-arter. Den används som insektsbekämpningsmedel. Kemiskt är den en rotenoid, nära besläktad med rotenon.